# 原田嘉種
原田 嘉種（はらだ よしたね、天正12年（1584年） - 万治3年（1660年））は、安土桃山時代から江戸時代初期にかけての武将。筑前高祖城主。原田信種の長男。通称は原田伊予（役職が伊予守）。

## 生涯
天正12年（1584年）、筑前高祖城主・原田信種の長男として誕生。弟に原田種房と原田種保がいる。
父・信種が死去すると家督を継いで肥後熊本藩主・加藤清正に仕えた。しかし清正と対立し、領地没収のうえ追放処分となった。
慶長12年（1607年）、弟・種房と共に肥前唐津藩主・寺沢広高に1000石で仕えた。寛永14年（1637年）、寺沢家の過酷なキリシタン弾圧を行ったため、領地である天草諸島でも大規模な一揆が勃発（島原の乱）。嘉種は二人の息子・種長、種清と共に参陣し富岡城を死守した。ところが乱の鎮圧後、江戸幕府によって主君・寺沢堅高（広高の子）が失政の責任を問われ改易処分となると、再び浪人となった。
慶安4年（1651年）、天海の仲介により江戸で陸奥会津藩主・保科正之に2000石で召し抱えられ、承応3年（1654年）に会津表留守役を命じられ会津若松に下った。会津藩に出仕後は原田種次と称する。
明暦3年（1657年）、家督を長子種長に譲り1500石を相続させ、次子種清には500石を分与した。第3子種弼は江上勝種（江上家種の子）の養子となり江上氏（江上氏は原田氏の分家筋に当たる）を継承した。
万治3年（1660年）、76歳で死去。墓は会津若松城下の興徳寺（現・福島県会津若松市栄町）にあり、子孫は幕末まで続いた。